# Lesbia
Lesbia és un gènere d'ocells de la subfamília dels lesbins (Lesbiinae) dins la família dels troquílids (Trochilidae). Aquests colibrís habiten zones muntanyenques entre Veneçuela i Bolívia.

## Taxonomia
Segons la Classificació del Congrés Ornitològic Internacional (versió 14.1, 2024) aquest gènere està format per dues espècies:
- colibrí cua d'estel gros (Lesbia victoriae).
- colibrí cua d'estel petit (Lesbia nuna).